# Pteris minuta
Pteris minuta là một loài dương xỉ trong họ Pteridaceae. Loài này được Turcz. mô tả khoa học đầu tiên năm 1838.
Danh pháp khoa học của loài này chưa được làm sáng tỏ. 